# Goya-díj a legjobb európai filmnek
A legjobb európai filmnek járó Goya-díjat az 1993-ban megtartott, 7. díjátadó óta osztják ki. Az első nyertes az Indokína című film volt.
Két alkalommal jelöltek magyar filmet a kategóriában: a 2005-ös gálán a Csodálatos Júlia, míg 2017-ben a Saul fia szállt versenybe a díjért.

## Győztesek és jelöltek
A kialakult gyakorlat szerint az Év oszlop a megjelenés dátumára utal, a tényleges díjátadót a következő évben tartották meg: például az 1999-es év legjobb filmje díjat a 2000-es díjkiosztó ceremónián adták át.
Az alábbi listában minden évnél az első helyen a győztes áll, őt követi a többi jelölt, a magyar cím (ha nincs magyar cím, akkor az eredeti cím) szerinti ABC-sorrendben.

### 1990-es évek
| Év                               | Magyar cím                                      | Eredeti cím            | Rendező                                                            | Ország             |
| 1992 (7. gála)                   |                                                 |                        |                                                                    |                    |
| -------------------------------- | ----------------------------------------------- | ---------------------- | ------------------------------------------------------------------ | ------------------ |
| 1992 (7. gála)                   | Indokína                                        | Indochine              | Régis Wargnier                                                     | Franciaország      |
| 1992 (7. gála)                   | Lim-lom                                         | Riff-Raff              | Ken Loach                                                          | Egyesült Királyság |
| 1992 (7. gála)                   | Titkos hadsereg                                 | Hidden Agenda          | Ken Loach                                                          | Egyesült Királyság |
| 1993 (8. gála)                   |                                                 |                        |                                                                    |                    |
| Három szín: kék                  | Trois couleurs: Bleu                            | Krzysztof Kieślowski   | Franciaország · Svájc · Lengyelország                              |                    |
| Síró játék                       | The Crying Game                                 | Neil Jordan            | Egyesült Királyság                                                 |                    |
| Szilveszteri durranások          | Peter's Friends                                 | Kenneth Branagh        | Egyesült Királyság                                                 |                    |
| 1994 (9. gála)                   |                                                 |                        |                                                                    |                    |
| Méregzsák                        | The Snapper                                     | Stephen Frears         | Egyesült Királyság                                                 |                    |
| Kőzápor                          | Raining Stones                                  | Ken Loach              | Egyesült Királyság                                                 |                    |
| Napok romjai                     | The Remains of the Day                          | James Ivory            | Egyesült Királyság · Egyesült Államok                              |                    |
| 1995 (10. gála)                  |                                                 |                        |                                                                    |                    |
|                                  | Lamerica                                        | Gianni Amelio          | Olaszország · Franciaország · Svájc                                |                    |
| Carrington – A festőnő szerelmei | Carrington                                      | Christopher Hampton    | Egyesült Királyság                                                 |                    |
| György király                    | The Madness of King George                      | Nicholas Hytner        | Egyesült Királyság                                                 |                    |
| 1996 (11. gála)                  |                                                 |                        |                                                                    |                    |
| Titkok és hazugságok             | Secrets & Lies                                  | Mike Leigh             | Egyesült Királyság · Franciaország                                 |                    |
| Hullámtörés                      | Breaking the Waves                              | Lars von Trier         | Dánia                                                              |                    |
| Odüsszeusz tekintete             | Το βλέμμα του Οδυσσέα                           | Theodoros Angelopoulos | Görögország · Olaszország · Franciaország                          |                    |
| 1997 (12. gála)                  |                                                 |                        |                                                                    |                    |
| Alul semmi                       | The Full Monty                                  | Peter Cattaneo         | Egyesült Királyság                                                 |                    |
| Az angol beteg                   | The English Patient                             | Anthony Minghella      | Egyesült Királyság · Egyesült Államok                              |                    |
| Fújhatjuk!                       | Brassed Off                                     | Mark Herman            | Egyesült Királyság                                                 |                    |
| 1998 (13. gála)                  |                                                 |                        |                                                                    |                    |
| A bunyós                         | The Boxer                                       | Jim Sheridan           | Írország                                                           |                    |
| Április                          | Aprile                                          | Nanni Moretti          | Olaszország                                                        |                    |
| Marius és Jeannette              | Marius et Jeannette                             | Robert Guédiguian      | Franciaország                                                      |                    |
| A szélhámos                      | Vor                                             | Pavel Csuhraj          | Oroszország · Franciaország                                        |                    |
| 1999 (14. gála)                  |                                                 |                        |                                                                    |                    |
| Az élet szép                     | La vita è bella                                 | Roberto Benigni        | Olaszország                                                        |                    |
| Macska-jaj                       | Црна мачка, бели мачор / Crna mačka, beli mačor | Emir Kusturica         | Jugoszlávia · Franciaország · Németország · Ausztria · Görögország |                    |
| Dilisek vacsorája                | Le Dîner de Cons                                | Francis Veber          | Franciaország                                                      |                    |
| Válságállapot                    | Ça commence aujourd'hui                         | Bertrand Tavernier     | Franciaország                                                      |                    |

### 2000-es évek
| Év                                  | Magyar cím                              | Eredeti cím          | Rendező                                                     | Ország               |                      |
| 2000 (15. gála)                     |                                         |                      |                                                             |                      |                      |
| ----------------------------------- | --------------------------------------- | -------------------- | ----------------------------------------------------------- | -------------------- | -------------------- |
| 2000 (15. gála)                     | Táncos a sötétben                       | Dancer in the Dark   | Lars von Trier                                              | Dánia                |                      |
| 2000 (15. gála)                     | Csibefutam                              | Chicken Run          | Peter Lord, Nick Park                                       | Egyesült Királyság   |                      |
| 2000 (15. gála)                     | A Kelet az Kelet                        | East Is East         | Damien O’Donnell                                            | Egyesült Királyság   |                      |
| 2000 (15. gála)                     | Hűtlenek                                | Trolösa              | Liv Ullmann                                                 | Svédország           |                      |
| 2001 (16. gála)                     |                                         |                      |                                                             |                      |                      |
| Amélie csodálatos élete             | Le fabuleux destin d'Amélie Poulain     | Jean-Pierre Jeunet   | Franciaország                                               |                      |                      |
| Billy Elliot                        | Billy Elliot                            | Stephen Daldry       | Egyesült Királyság                                          |                      |                      |
| Bridget Jones naplója               | Bridget Jones's Diary                   | Sharon Maguire       | Egyesült Királyság                                          |                      |                      |
| Csokoládé                           | Chocolat                                | Lasse Hallström      | Egyesült Királyság                                          |                      |                      |
| 2002 (17. gála)                     |                                         |                      |                                                             |                      |                      |
| A zongorista                        | The Pianist                             | Roman Polański       | Egyesült Királyság                                          |                      |                      |
| Bella Martha                        | Bella Martha                            | Sandra Nettelbeck    | Németország                                                 |                      |                      |
| Gosford Park                        | Gosford Park                            | Robert Altman        | Egyesült Királyság                                          |                      |                      |
| Olasz nyelv kezdőknek               | Italiensk for begyndere                 | Lone Scherfig        | Dánia                                                       |                      |                      |
| 2003 (18. gála)                     |                                         |                      |                                                             |                      |                      |
| Good bye, Lenin!                    | Good Bye Lenin!                         | Wolfgang Becker      | Németország                                                 |                      |                      |
| Álmodozók                           | The Dreamers                            | Bernardo Bertolucci  | Franciaország · Egyesült Királyság                          |                      |                      |
| Dogville – A menedék                | Dogville                                | Lars von Trier       | Dánia · Svédország · Egyesült Királyság                     |                      |                      |
| A romlás virága                     | La fleur du mal                         | Claude Chabrol       | Franciaország                                               |                      |                      |
| 2004 (19. gála)                     |                                         |                      |                                                             |                      |                      |
| Fallal szemben                      | Gegen die Wand                          | Fatih Akın           | Németország                                                 |                      |                      |
| Csodálatos Júlia                    | Being Julia                             | Szabó István         | Egyesült Királyság · Magyarország                           |                      |                      |
| Leány gyöngy fülbevalóval           | Girl with a Pearl Earring               | Peter Webber         | Egyesült Királyság                                          |                      |                      |
| Monsieur Ibrahim és a Korán virágai | Monsieur Ibrahim et les fleurs du Coran | François Dupeyron    | Franciaország · Törökország                                 |                      |                      |
| 2005 (20. gála)                     |                                         |                      |                                                             |                      |                      |
| Match Point                         | Match Point                             | Woody Allen          | Egyesült Királyság                                          |                      |                      |
| A bukás – Hitler utolsó napjai      | Der Untergang                           | Oliver Hirschbiegel  | Németország                                                 |                      |                      |
| Az elszánt diplomata                | The Constant Gardener                   | Fernando Meirelles   | Egyesült Királyság                                          |                      |                      |
| Kóristák                            | Les choristes                           | Christophe Barratier | Franciaország                                               |                      |                      |
| 2006 (21. gála)                     |                                         |                      |                                                             |                      |                      |
| A királynő                          | The Queen                               | Stephen Frears       | Egyesült Királyság                                          |                      |                      |
| Beethoven árnyékában                | Copying Beethoven                       | Agnieszka Holland    | Egyesült Királyság                                          |                      |                      |
| Füles                               | Scoop                                   | Woody Allen          | Egyesült Királyság                                          |                      |                      |
| Felkavar a szél                     | The Wind That Shakes the Barley         | Ken Loach            | Írország · Egyesült Királyság · Németország · Spanyolország |                      |                      |
| 2007 (22. gála)                     | Nem adták át a díjat                    | Nem adták át a díjat | Nem adták át a díjat                                        | Nem adták át a díjat | Nem adták át a díjat |
| 2008 (23. gála)                     |                                         |                      |                                                             |                      |                      |
| 4 hónap, 3 hét, 2 nap               | 4 luni, 3 saptamani si 2 zile           | Cristian Mungiu      | Románia                                                     |                      |                      |
| A csíkos pizsamás fiú               | The Boy in the Striped Pajamas          | Mark Herman          | Egyesült Királyság                                          |                      |                      |
| A sötét lovag                       | The Dark Knight                         | Christopher Nolan    | Egyesült Királyság                                          |                      |                      |
| A másik oldalon                     | Auf der anderen Seite                   | Fatih Akın           | Németország                                                 |                      |                      |
| 2009 (24. gála)                     |                                         |                      |                                                             |                      |                      |
| Gettómilliomos                      | Slumdog Millionaire                     | Danny Boyle          | Egyesült Királyság                                          |                      |                      |
| Engedj be!                          | Låt den rätte komma in                  | Tomas Alfredson      | Svédország                                                  |                      |                      |
| Isten hozott az Isten háta mögött   | Bienvenue chez lez Ch'tis               | Dany Boon            | Franciaország                                               |                      |                      |
| Az osztály                          | Entre les murs                          | Laurent Cantet       | Franciaország                                               |                      |                      |

### 2010-es évek
| Év                                                   | Magyar cím                                            | Eredeti cím                                      | Rendező                                                     | Ország                          |
| 2010 (25. gála)                                      |                                                       |                                                  |                                                             |                                 |
| ---------------------------------------------------- | ----------------------------------------------------- | ------------------------------------------------ | ----------------------------------------------------------- | ------------------------------- |
| 2010 (25. gála)                                      | A király beszéde                                      | The King's Speech                                | Tom Hooper                                                  | Egyesült Királyság · Ausztrália |
| 2010 (25. gála)                                      | A fehér szalag                                        | Das weisse Band - Eine deutsche Kindergeschichte | Michael Haneke                                              | Németország                     |
| 2010 (25. gála)                                      | A próféta                                             | Un prophète                                      | Jacques Audiard                                             | Franciaország                   |
| 2010 (25. gála)                                      | Szellemíró                                            | The Ghost Writer                                 | Roman Polański                                              | Franciaország                   |
| 2011 (26. gála)                                      |                                                       |                                                  |                                                             |                                 |
| The Artist – A némafilmes                            | The Artist                                            | Michel Hazanavicius                              | Franciaország                                               |                                 |
| Jane Eyre                                            | Jane Eyre                                             | Cary Joji Fukunaga                               | Egyesült Királyság                                          |                                 |
| Melankólia                                           | Melancholia                                           | Lars Von Trier                                   | Dánia                                                       |                                 |
| Az öldöklés istene                                   | Carnage                                               | Roman Polański                                   | Németország · Franciaország · Spanyolország · Lengyelország |                                 |
| 2012 (27. gála)                                      |                                                       |                                                  |                                                             |                                 |
| Életrevalók                                          | Intouchables                                          | Olivier Nakache, Éric Toledano                   | Franciaország                                               |                                 |
| A házban                                             | Dans la maison                                        | François Ozon                                    | Franciaország                                               |                                 |
| Rozsda és csont                                      | De rouille et d'os                                    | Jacques Audiard                                  | Franciaország · Belgium                                     |                                 |
| A szégyentelen                                       | Shame                                                 | Steve McQueen                                    | Egyesült Királyság                                          |                                 |
| 2013 (28. gála)                                      |                                                       |                                                  |                                                             |                                 |
| Szerelem                                             | Amour                                                 | Michael Haneke                                   | Ausztria                                                    |                                 |
| Adèle élete – 1–2. fejezet                           | La Vie d'Adèle                                        | Abdellatif Kechiche                              | Franciaország · Belgium · Spanyolország                     |                                 |
| A nagy szépség                                       | La grande bellezza                                    | Paolo Sorrentino                                 | Olaszország · Franciaország                                 |                                 |
| A vadászat                                           | Jagten                                                | Thomas Vinterberg                                | Dánia · Svédország                                          |                                 |
| 2014 (29. gála)                                      |                                                       |                                                  |                                                             |                                 |
| Ida                                                  | Ida                                                   | Paweł Pawlikowski                                | Lengyelország                                               |                                 |
| Bazi nagy francia lagzik                             | Qu'est-ce qu'on a fait au Bon Dieu ?                  | Philippe de Chauveron                            | Franciaország                                               |                                 |
| A Föld sója                                          | The Salt of the Earth                                 | Wim Wenders, Juliano Ribeiro Salgado             | Franciaország                                               |                                 |
| A százéves ember, aki kimászott az ablakon és eltűnt | Hundraåringen som klev ut genom fönstret och försvann | Felix Herngren                                   | Svédország                                                  |                                 |
| 2015 (30. gála)                                      |                                                       |                                                  |                                                             |                                 |
|                                                      | Mustang                                               | Deniz Gamze Ergüven                              | Franciaország                                               |                                 |
| Leviatán                                             | Левиафан                                              | Andrej Zvjagincev                                | Oroszország                                                 |                                 |
| Macbeth                                              | Macbeth                                               | Justin Kurzel                                    | Egyesült Királyság                                          |                                 |
| Utam az iskolába                                     | Sur le chemin de l'école                              | Pascal Plisson                                   | Franciaország                                               |                                 |
| 2016 (31. gála)                                      |                                                       |                                                  |                                                             |                                 |
| Áldozat?                                             | Elle                                                  | Paul Verhoeven                                   | Franciaország                                               |                                 |
| Én, Daniel Blake                                     | I, Daniel Blake                                       | Ken Loach                                        | Egyesült Királyság                                          |                                 |
| Géniusz                                              | Genius                                                | Michael Grandage                                 | Egyesült Királyság                                          |                                 |
| Saul fia                                             | Saul fia                                              | Nemes Jeles László                               | Magyarország                                                |                                 |
| 2017 (32. gála)                                      |                                                       |                                                  |                                                             |                                 |
| A négyzet                                            | The Square                                            | Ruben Östlund                                    | Svédország                                                  |                                 |
| Eszeveszett esküvő                                   | Le Sens de la fête                                    | Éric Toledano és Olivier Nakache                 | Franciaország                                               |                                 |
| Lady Macbeth                                         | Lady Macbeth                                          | William Oldroyd                                  | Egyesült Királyság                                          |                                 |
| Toni Erdmann                                         | Toni Erdmann                                          | Maren Ade                                        | Németország                                                 |                                 |
| 2018 (33. gála)                                      |                                                       |                                                  |                                                             |                                 |
| Hidegháború                                          | Zimna wojna                                           | Paweł Pawlikowski                                | Lengyelország                                               |                                 |
| Fantomszál                                           | Phantom Thread                                        | Paul Thomas Anderson                             | Egyesült Királyság                                          |                                 |
| Lány                                                 | Girl                                                  | Lukas Dhont                                      | Belgium                                                     |                                 |
| A vendégek                                           | The Party                                             | Sally Potter                                     | Egyesült Királyság                                          |                                 |
| 2019 (34. gála)                                      |                                                       |                                                  |                                                             |                                 |
| Nyomorultak                                          | Les Misérables                                        | Ladj Ly                                          | Franciaország                                               |                                 |
| Határeset                                            | Gräns                                                 | Ali Abbasi                                       | Svédország                                                  |                                 |
| Portré a lángoló fiatal lányról                      | Portrait de la jeune fille en feu                     | Céline Sciamma                                   | Franciaország                                               |                                 |
| Yesterday                                            | Yesterday                                             | Danny Boyle                                      | Egyesült Királyság                                          |                                 |

### 2020-as évek
| Év                         | Magyar cím                   | Eredeti cím                                    | Rendező            | Ország             |
| 2020 (35. gála)            |                              |                                                |                    |                    |
| -------------------------- | ---------------------------- | ---------------------------------------------- | ------------------ | ------------------ |
| 2020 (35. gála)            | Az apa                       | The Father                                     | Florian Zeller     | Egyesült Királyság |
| 2020 (35. gála)            | Corpus Christi               | Boże Ciało                                     | Jan Komasa         | Lengyelország      |
| 2020 (35. gála)            | Tiszt és kém – A Dreyfus-ügy | J'accuse                                       | Roman Polański     | Franciaország      |
| 2020 (35. gála)            | Zuhanás                      | Falling                                        | Viggo Mortensen    | Egyesült Királyság |
| 2021 (36. gála)            |                              |                                                |                    |                    |
| Még egy kört mindenkinek   | Druk                         | Thomas Vinterberg                              | Dánia              |                    |
| Elég a hülyékből           | Adieu les cons               | Albert Dupontel                                | Franciaország      |                    |
| Én vagyok a te embered     | Ich bin dein Mensch          | Maria Schrader                                 | Németország        |                    |
| Ígéretes fiatal nő         | Promising Young Woman        | Emerald Fennell                                | Egyesült Királyság |                    |
| 2022 (37. gála)            |                              |                                                |                    |                    |
| A világ legrosszabb embere | Verdens verste menneske      | Joachim Trier                                  | Norvégia           |                    |
| Belfast                    | Belfast                      | Kenneth Branagh                                | Egyesült Királyság |                    |
| Elveszett illúziók         | Illusions perdues            | Xavier Giannoli                                | Franciaország      |                    |
| Isten keze                 | È stata la mano di Dio       | Paolo Sorrentino                               | Olaszország        |                    |
| Játszótér                  | Un monde                     | Laura Wandel                                   | Belgium            |                    |
| 2023 (38. gála)            |                              |                                                |                    |                    |
| Egy zuhanás anatómiája     | Anatomie d'une chute         | Justine Triet                                  | Franciaország      |                    |
| Egy biztonságos hely       | Sigurno mjesto               | Juraj Lerotić                                  | Horvátország       |                    |
| Nyolc hegy                 | Le otto montagne             | Felix van Groeningen, Charlotte Vandermeersch  | Olaszország        |                    |
| A tanári szoba             | Das Lehrerzimmer             | İlker Çatak                                    | Németország        |                    |
| Volt egyszer egy nyár      | Aftersun                     | Charlotte Wells                                | Egyesült Királyság |                    |
| 2024 (39. gála)            |                              |                                                |                    |                    |
| Emilia Pérez               | Emilia Pérez                 | Jacques Audiard                                | Franciaország      |                    |
| Áradás                     | Straume                      | Gints Zilbalodis                               | Lettország         |                    |
| Érdekvédelmi terület       | The Zone of Interest         | Jonathan Glazer                                | Egyesült Királyság |                    |
| A kiméra                   | La chimera                   | Alice Rohrwacher                               | Olaszország        |                    |
| Monte Cristo grófja        | Le Comte de Monte-Cristo     | Matthieu Delaporte, Alexandre de La Patellière | Franciaország      |                    |

## Országok szerint
| Ország             | Díj | Jelölés |
| ------------------ | --- | ------- |
| Franciaország      | 12  | 38      |
| Egyesült Királyság | 9   | 47      |
| Lengyelország      | 3   | 5       |
| Németország        | 2   | 12      |
| Olaszország        | 2   | 7       |
| Dánia              | 2   | 6       |
| Svájc              | 2   | 2       |
| Svédország         | 1   | 7       |
| Ausztria           | 1   | 2       |
| Írország           | 1   | 2       |
| Románia            | 1   | 1       |
| Norvégia           | 1   | 1       |
| Belgium            | 0   | 4       |
| Görögország        | 0   | 2       |
| Oroszország        | 0   | 2       |
| Magyarország       | 0   | 2       |
| Jugoszlávia        | 0   | 1       |
| Törökország        | 0   | 1       |
| Horvátország       | 0   | 1       |

## Fordítás
- Ez a szócikk részben vagy egészben  a   Goya Award for Best European Film című angol Wikipédia-szócikk ezen változatának fordításán alapul.  Az eredeti cikk szerkesztőit annak laptörténete sorolja fel. Ez a jelzés csupán a megfogalmazás eredetét és a szerzői jogokat jelzi, nem szolgál a cikkben szereplő információk forrásmegjelöléseként.